# Gallery of Suicide
Gallery of Suicide is het zesde studioalbum van de Amerikaanse deathmetalband Cannibal Corpse, uitgebracht in 1998 bij Metal Blade Records. Het is het tweede album met George Fisher op vocale taken en het eerste opgenomen met Pat O'Brien als gitarist

## Tracklist
1. "I Will Kill You" – 2:47
2. "Disposal of the Body" – 1:54
3. "Sentenced to Burn" – 3:06
4. "Blood Drenched Execution" – 2:40
5. "Gallery of Suicide" – 3:55
6. "Dismembered and Molested" – 1:53
7. "From Skin to Liquid" – 5:30
8. "Unite the Dead" – 3:05
9. "Stabbed in the Throat" – 3:26
10. "Chambers of Blood" – 4:11
11. "Headless" – 2:22
12. "Every Bone Broken" – 3:18
13. "Centuries of Torment" – 4:04
14. "Crushing the Despised" – 1:56

## Leden
- George "Corpsegrinder" Fisher - zang
- Jack Owen - gitaar
- Pat O'Brien - gitaar
- Alex Webster - basgitaar
- Paul Mazurkiewicz - drums